# 金通证券
金通证券有限责任公司，前身是创建于1991年的浙江省国际信托投资公司证券管理总部。2001年，金通证券股份有限公司获中国证监会和浙江省人民政府批准设立，并于2002年2月6日正式成立，注册资本8.85亿元。2006年10月，金通证券被中信证券收购并更名为中信金通证券有限责任公司。2011年11月，再次更名为中信证券（浙江）有限责任公司。2014年8月，金通证券有限责任公司自中信浙江分立，资产仅有两家县级营业部。原中信浙江于2015年9月与中信证券合并后注销。

## 成立
1998年底，浙江国信正式入股浙江证券，并持有其67%的股权。浙江省政府有意将浙江证券和浙江国信的证券业务合并组建一家暂定名为东南证券股份有限公司的综合类券商，并推动两公司在业务上的逐渐融合。
2001年12月17日，证监会正式对浙江证券进行警告，取消自营业务资格，没收违法所得并处以50312.68万元罚金；其高管和相关责任人也均受到了警告和3-30万元不等的罚金。高达5亿元的罚金将导致浙江证券资不抵罚。浙江省因担心巨额罚款拖累浙江国信控股证券管理总部的证券业务，立即中断两家公司业务的合作往来，并放弃两者的合并。
2002年2月6日，浙江国信控股集团有限责任公司以其证券类资产联合其他9家公司共同正式发起设立金通证券股份有限公司（英語：Goldstone Securities Co., Ltd.）。成立当年，金通证券虽然在全国综合排名仅第52位，但利润总额和人均利润在同业中分列第9和第3。金通证券取代浙江证券成为了当时浙江省规模最大的证券经营机构。

## 寻求重组
2004年，金通证券大股东浙江国信控股因亏损和负债严重，寻求重组。以北大方正集团、浙江新湖集团、上海中静集团为首的近十家潜在收购方开始逐渐与浙江国信接触并展开谈判。尽管包括方正证券在内的多家企业都拟定了详细的重组计划，并开出了愿意承担债权债务，并合理妥善安置老职工的诱人条件，但鉴于当时浙江部分金融企业已被民营化或逐渐外迁，政府害怕对浙江国信旗下的一揽子证券、信托、期货等金融公司失去控制权，并希望这些国有金融公司继续留在浙江。最终于同年10月，浙江省决定由浙江能源集团接受全部浙江国信股权。12月初，金通证券大股东浙江国投总裁陈帆被双规，浙江国投、金通证券被核查出14亿元表外理财产生的巨大窟窿。同时金通证券还存在违规投资民丰特纸等股票等问题。浙能集团作为非金融企业也无意长期管理金通证券，接手半年后便频繁与各大公司接触，欲将金通证券脱手。

## 中信收购
2005年4月，中信证券开始和浙江省政府及金通证券的实控人浙江能源集团商讨金通证券重组事宜。此前中信证券试图收购广发证券，但在广发管理层及其股东抵制下最终失败，因此，此次重组的前期并未公开消息，且谈判中没有金通证券直接参与。金通证券部分员工在得知此事后联名给省政府写信，要求在重组一事上慎重，并希望有本省机构重组，而不希望中信证券接盘。金通证券高管表示，如果允许管理层持股，就有信心把公司搞好。而中信介入重组后，浙江省政府态度发生极大转变，希望中信集团的雄厚背景可以更好挽救金通证券。 6月16日，中信证券与金通证券大股东浙江国投的母公司浙江国信控股集团签订了框架协议，就整体转让金通证券达成原则性意见，中信证券拟以7.96亿元的交易价款收购金通证券，其中包括股份转让价款和债务清偿价款。金通证券的所有表外债务转移到国控集团，由国控集团负责偿还。协议还约定，如果监管部门对金通证券经营管理权移交日前已存在的有关客观事实追溯处罚，诸如业务限制、停业整顿等业务风险由中信证券承担。如果是经济处罚，则国控集团承担75%，中信证券承担25%。移交日后的风险由中信证券独自承担。11月16日，中信证券最终宣布向浙江国信控股支付7.81亿元的债务转让价款，并以“零对价”也就是零股份转让价款的方式受让金通证券全部股权。
2005年，金通证券全年亏损高达9亿多元，主要来源于自营证券业务亏损和资产减值损失。

## 中信金通
2006年11月16日，金通证券股份有限公司，正式更名为中信金通证券有限责任公司（英語：CITIC-KINGTON SECURITIES Co., Ltd.），注册资本为88500万元。中信证券顺利完成对金通证券100%股权的收购工作。同期，中信金通证券由综合类证券公司变更为经纪类证券公司。收购金通证券后，中信证券大幅扩张了其在浙江省的证券经纪业务。2009年11月12日，中信证券又将其在杭州、绍兴、宁波的5家营业网点转让给中信金通。根据中国证监会对证券公司“一参一控”的监管要求，2010年8月9日，中信金通证券获批将业务范围中的“证券经纪”变更为“证券经纪（限浙江省、福建省、江西省）”，并减少“证券投资咨询，与证券交易、证券投资活动有关的财务顾问”业务。中信金通正式由全国性经纪类证券公司变更为区域性的经纪类证券公司，自此与其母公司之间不再形成同业竞争。

## 中信浙江
2011年11月27日，为打造与中信证券整体地位相匹配的经纪业务品牌，实现品牌和业务规划的统一，中信金通证券有限责任公司正式更名为中信证券（浙江）有限责任公司（英語：CITIC SECURITIES（ZHEJIANG）Co., Ltd.），并于12月27日正式对外公告。2012年5月8日，中信证券（浙江）获批增加融资融券业务。

## 合并分立

### 确定方案
2013年5月21日，中信证券董事会表决同意了对全资子公司中信证券（浙江）有限责任公司进行重组的议案。2014年7月7日，证监会核准中信证券（浙江）分立为中信证券（浙江）有限责任公司和金通证券有限责任公司，其中中信浙江注册资本7.85亿元，金通证券注册资本1亿元。重新设立的金通证券主要经营原中信浙江的温州市苍南县、台州市天台县2家证券营业部及相关业务，并仅在两地开展相关业务；分立后的存续公司将经营原中信浙江剩余55家证券营业部及相关业务，并在苍南县、天台县以外地区以及福建省、江西省开展相关业务。

### 吸收合并
12月22日，中信证券股东大会通过了吸收合并中信证券（浙江）的议案。2015年7月8日，证监会核准此方案。9月11日清算后，中信浙江客户及业务整体迁移合并入其母公司中信证券。10月20日，由于中信浙江已被证监会撤销证券业务许可，深交所正式注销其会员会籍。10月29日，中信证券（浙江）有限责任公司正式注销。由于此前中信证券部分骨干涉嫌违法从事证券交易活动被公安机关要求协助调查，很多交易者误以为中信浙江的注销是对中信证券违规协助外资做空的惩罚。

### 迷你金通
2014年8月27日，金通证券有限责任公司（英語：Kington Securities Co., Ltd.）正式成立，注册资本1亿元。由于分立后的金通证券资产只包括两家县级营业部，经营范围也仅限在两县，且在职员工仅剩23人，因此也被称为“迷你”金通证券。2015年8月4日，中信证券在浙江产权交易所挂牌转让金通证券有限责任公司100%股权，挂牌价格为12212.12万元。本次股权转让只接受联合体受让，任一意向受让方受让股权不低于5%，注册地位于浙江省内的意向受让方受让股权不低于50%。挂牌后8家企业均表示有意向竞购，其中7家为上市公司，且基本均为传统制造业。
此次转让最后并未成交。2016年12月5日，金通证券恢复经营。2018年8月，金通证券增资人民币3500万元，注册资本变更为1.35亿元人民币。截止2020年底，公司员工仅剩10人。